# Skiatophytum tripolium
Skiatophytum tripolium är en isörtsväxtart som först beskrevs av Carl von Linné, och fick sitt nu gällande namn av L. Bol. Skiatophytum tripolium ingår i släktet Skiatophytum och familjen isörtsväxter. Inga underarter finns listade i Catalogue of Life.